# Albert Bijnens
Albert Bijnens (Genk, 5 juni 1934 - aldaar, 14 juli 2023) was een Belgisch advocaat en voetbalbestuurder.

## Biografie
Albert Bijnens was beroepshalve advocaat. In 1969 was hij medeoprichter van Omnius Advocaten, de allereerste advocatenassociatie van Limburg.
Hij was van 1978 tot 1988 voorzitter van voetbalclub Thor Waterschei. In 1994 trad hij toe tot de beheerraad van fusieclub KRC Genk, waarvan hij in 2001 in opvolging van Edgard Troonbeeckx tijdelijk voorzitter was. Jos Vaessen volgde hem op.
Bijnens was tevens een boegbeeld in de duivensport. Hij was 62 jaar lang voorzitter van duivenclub De Eendracht Genk, die in 1919 door zijn vader was opgericht, en medestichter en bestuurder van de Limburgse Fondclub en de Limburgse Verzendingsdienst. Verder was hij oprichter van de Sportakern, een tafeltennisclub en Chiro-afdeling. Hij was ook gedurende achttien jaar voorzitter van de Genkse CVP-afdeling, stichtend voorzitter van Rotary Genk en lid van Probusclub Genk-Martinus.